# Unidade Local de Saúde da Cova da Beira
A Unidade Local de Saúde da Cova da Beira (ULSCBeira) é uma unidade local de saúde do Serviço Nacional de Saúde, situada na região da Cova da Beira, em Portugal. Abrange os municípios de Covilhã, Fundão e Belmonte. É constituída por duas unidades de cuidados hospitalares: o Hospital Pêro da Covilhã, na Covilhã, e o Hospital do Fundão.

## História
Em 1999 foi criado o Centro Hospitalar Cova da Beira foi criado em 1999, tendo integrado o Hospital Distrital da Covilhã, o Hospital Distrital do Fundão e o Departamento de Psiquiatria e Saúde Mental. Em 2000 foram inauguradas as novas instalações do Hospital Pêro da Covilha, na Quinta do Alvito. Em 2002 o centro hospitalar é convertido em sociedade anónima de capitais públicos e em 2005 foi transformado em Entidade Pública Empresarial, passando a ser designado Centro Hospitalar Cova da Beira, E.P.E. Em 2018 foi assinado um protocolo entre o centro hospitalar e a Faculdade de Ciências da Saúde da Universidade da Beira Interior, passando a ser denominado Centro Hospitalar Universitário Cova da Beira, E. P. E. A ULSCB foi criada em 1 de janeiro de 2024 e resultou da integração no Centro Hospitalar Universitário da Cova da Beira do Agrupamento de Centros de Saúde da Cova da Beira.